# XXIV Giochi olimpici invernali
I XXIV Giochi olimpici invernali (in cinese 第二十四屆冬季奧林匹克運動會T, 第二十四届冬季奥林匹克运动会S, Dì èrshísì jiè dōngjì àolínpǐkè yùndònghuìP), noti anche come Pechino 2022, si sono svolti a Pechino, capitale della Cina, dal 4 al 20 febbraio 2022. Nella stessa località si sono svolti nel mese di marzo i XIII Giochi paralimpici invernali.
Avendo organizzato anche i Giochi della XXIX Olimpiade, Pechino è diventata la prima città ad aver ospitato sia i Giochi olimpici estivi che quelli invernali. Oltre che a Pechino, le gare si sono svolte anche nella contea di Yanqing, distante circa 90 km, e nella città-prefettura di Zhangjiakou, distante circa 220 km. Pechino è inoltre la seconda capitale, dopo Oslo nel 1952, ad aver ospitato i Giochi olimpici invernali.

## Assegnazione
Nell'ottobre 2012 il Comitato Olimpico Internazionale (CIO) pubblicò il calendario per il processo di selezione della città organizzatrice dei XXIV Giochi olimpici invernali. Tra le città che avevano espresso interesse alla candidatura di città organizzatrice, solamente Oslo, Almaty e Pechino presentarono una candidatura ufficiale al CIO, che accettò nel luglio 2014. Tre mesi dopo, il governo norvegese ritirò la candidatura della sua capitale, Oslo, dopo che il parlamento aveva rifiutato il finanziamento di supporto alla candidatura.
La selezione della città organizzatrice si tenne il 31 luglio 2015 a Kuala Lumpur, in Malaysia, nel corso della 128ª sessione del CIO. Pechino raggiunse la maggioranza assoluta dei voti già alla prima votazione, venendo così scelta immediatamente.
| Selezione della città ospitante dei XXIV Giochi olimpici invernali | Selezione della città ospitante dei XXIV Giochi olimpici invernali | Selezione della città ospitante dei XXIV Giochi olimpici invernali |
| Città                                                              | Nazione                                                            | 1ª Votazione                                                       |
| ------------------------------------------------------------------ | ------------------------------------------------------------------ | ------------------------------------------------------------------ |
| Pechino                                                            | Cina                                                               | 44                                                                 |
| Almaty                                                             | Kazakistan                                                         | 40                                                                 |

## Sviluppo e preparazione

### Organizzazione

#### Trasporti

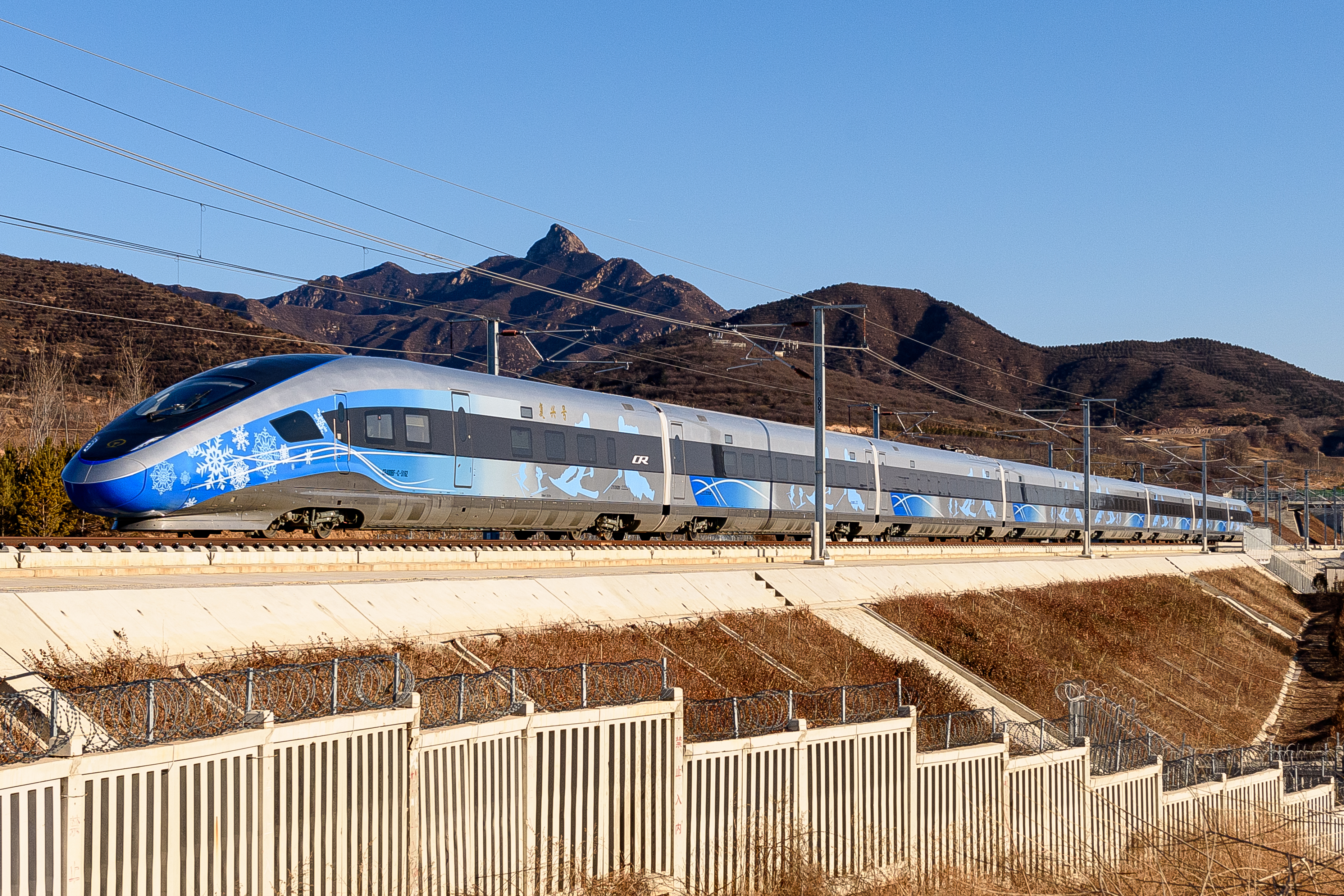
China Railway CR400BF-C-5162 era stato convertito in un treno dedicato per le Olimpiadi invernali.

La nuova ferrovia interurbana Pechino-Zhangjiakou è stata aperta alla fine del 2019, partendo dalla stazione ferroviaria di Pechino Nord e terminando alla stazione ferroviaria di Zhangjiakou. È stato costruito per velocità fino a 350 km/h (220 mph); con questo nuovo sistema stradale, il tempo di viaggio da Pechino a Zhangjiakou è stato ridotto a circa 50 minuti. Un treno dedicato alle Olimpiadi invernali ha iniziato a circolare su questa linea nel gennaio 2022, dotato di uno studio televisivo mobile che supporta la trasmissione in diretta sul treno.
Il 31 dicembre 2021, la metropolitana di Pechino ha raggiunto i 783 km (487 mi) previsti nel registro delle offerte.

### Sedi di gara

Posizione delle varie località.

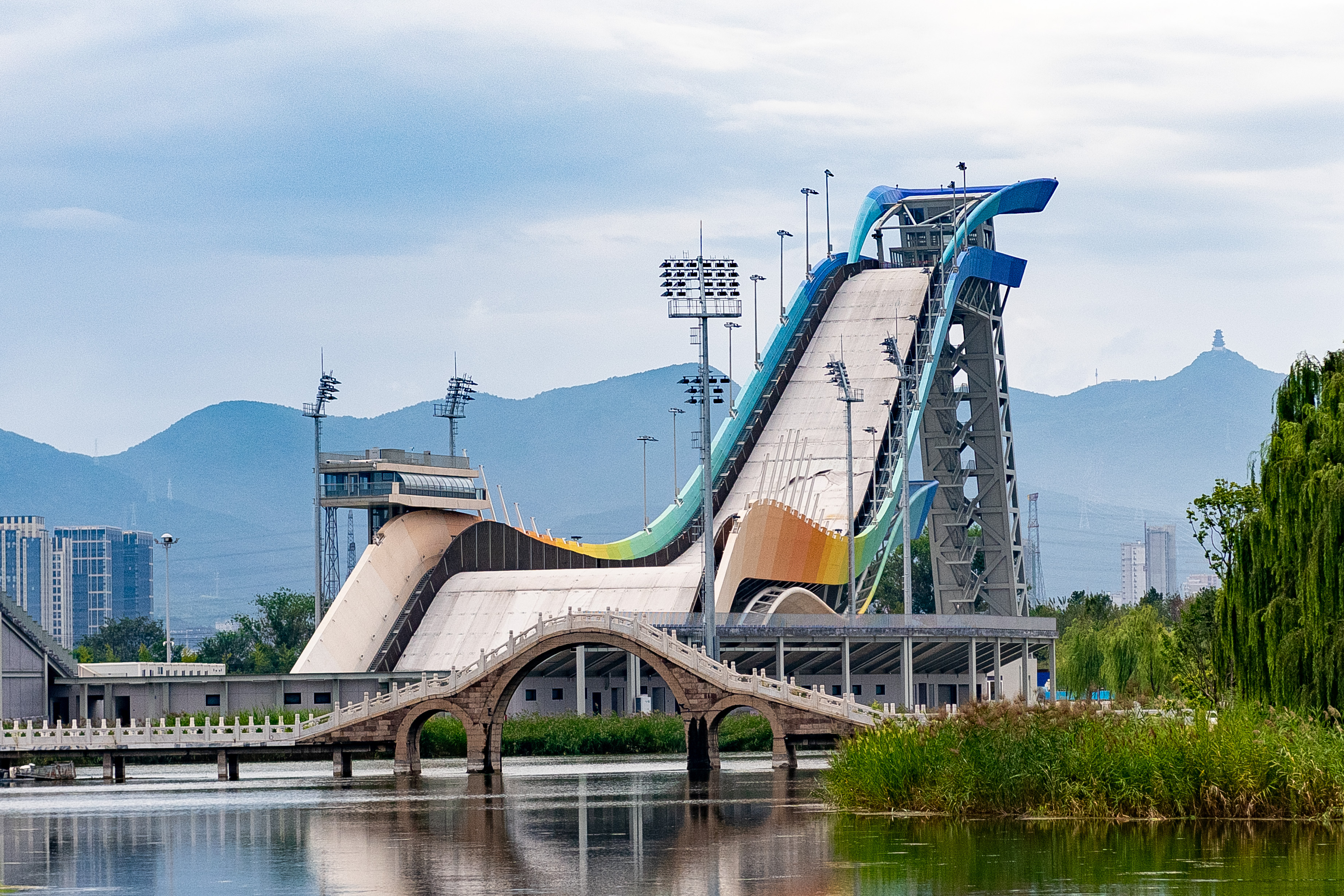
Big Air Shougang

| Impianto                              | Città             | Sport                                | Inaugurazione | Capacità |
| ------------------------------------- | ----------------- | ------------------------------------ | ------------- | -------- |
| Stadio nazionale di Pechino           | Pechino           | Cerimonia d'apertura e chiusura      | 2008          | 80 000   |
| Stadio coperto nazionale di Pechino   | Pechino           | Hockey su ghiaccio                   | 2007          | 18 000   |
| National Speed Skating Oval           | Pechino           | Pattinaggio di velocità              | 2021          | 12 000   |
| Centro acquatico nazionale di Pechino | Pechino           | Curling                              | 2008          | 17 000   |
| Capital Indoor Stadium                | Pechino           | Pattinaggio di figura, short track   | 1968          | 18 000   |
| Wukesong Indoor Stadium               | Pechino           | Hockey su ghiaccio                   | 2008          | 9 000    |
| Big Air Shougang                      | Pechino           | Big air (freestyle e snowboard)      | 2019          | 4 912    |
| National Alpine Ski Centre            | Contea di Yanqing | Sci alpino                           | 2019          | 8 500    |
| National Sliding Centre               | Contea di Yanqing | Bob, slittino, skeleton              | 2020          | 10 000   |
| National Biathlon Centre              | Zhangjiakou       | Biathlon                             | 2020          | 6 000    |
| National Ski Jumping Centre           | Zhangjiakou       | Salto con gli sci, combinata nordica | 2020          | 6 000    |
| National Cross-Country Centre         | Zhangjiakou       | Sci di fondo, combinata nordica      | 2020          | 6 000    |
| Genting Snow Park                     | Zhangjiakou       | Snowboard, freestyle                 | 2012          | 10 900   |

### Simboli

#### Torcia

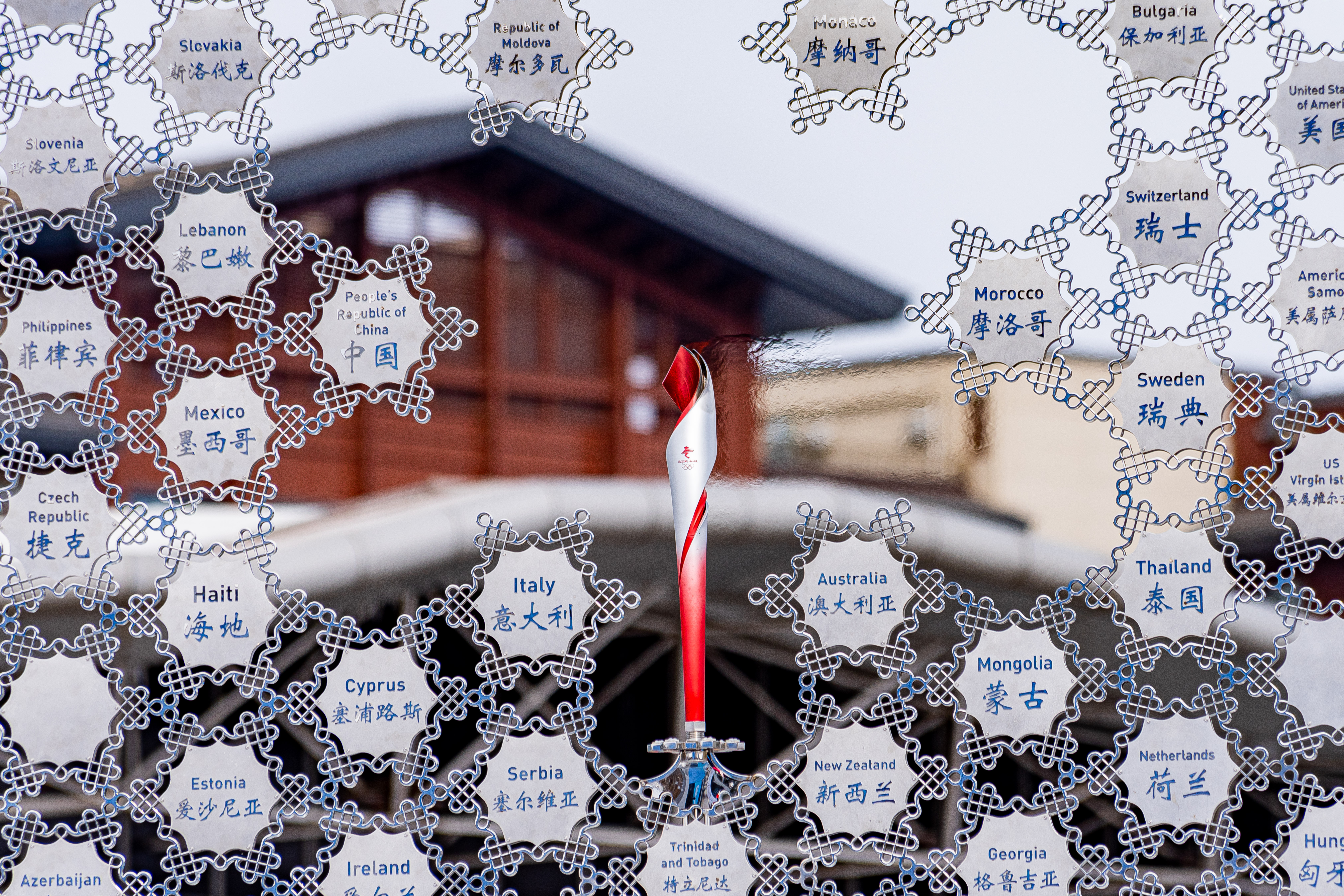
Una torcia funge da calderone a Yanqing

Il viaggio della fiaccola è iniziato il 18 ottobre 2021 in Grecia. Il 20 ottobre 2021 è stato annunciato che la tappa locale sarebbe iniziata il 2 febbraio e si sarebbe conclusa il 4 febbraio 2022 durante le cerimonie di apertura. La tappa locale ha toccato solo due città: Pechino e Zhangjiakou.

#### Emblema
Nel dicembre 2017 il logo dei Giochi è stato rivelato. Disegnato dall'artista Lin Cunzhen, il logo ha in sé una combinazione di elementi sia tradizionali sia moderni della cultura cinese, rappresentando la passione e la vitalità degli sport invernali. Il logo è ispirato dal simbolo 冬, che è il carattere cinese per "inverno", ed è disegnato in maniera tale da stilizzare un pattinatore nella parte superiore e uno sciatore nella parte inferiore. Il nastro fluttuante nel mezzo simboleggia la natura ondeggiante delle montagne cinesi e degli impianti di gara, nonché rimanda al fatto che i Giochi si terranno nel corso delle festività per il capodanno cinese.

#### Mascotte
Nel settembre 2019 la mascotte dei Giochi è stata presentata ufficialmente. La mascotte è un panda, si chiama Bing Dwen Dwen, e simboleggia la resistenza e la forza di volontà degli atleti. Bing Dwen Dwen è rivestito da un guscio di ghiaccio e il palmo della mano sinistra a forma di cuore simboleggia l'ospitalità del Paese.

### Controversie
Il senatore statunitense Marco Rubio, a nome della commissione esecutiva sulla Cina del Congresso degli Stati Uniti chiese nell'ottobre 2018 che il diritto di organizzare i Giochi venisse ritirato a Pechino a causa delle violazioni dei diritti umani in Cina. Anche diverse associazioni uigure hanno richiesto il boicottaggio e/o lo spostamento delle Olimpiadi, nel contesto del genocidio culturale degli uiguri e dell'internamento dei tibetani nei campi rieducativi. 

## I Giochi

### Paesi partecipanti
91 nazioni hanno preso parte ai Giochi olimpici. Arabia Saudita e Haiti hanno partecipato per la prima volta ai Giochi olimpici invernali, mentre il Perù, che non aveva partecipato all'edizione precedente, è tornato a partecipare.
- Albania
- Andorra
- Arabia Saudita
- Argentina
- Armenia
- Australia
- Austria
- Azerbaigian
- Belgio
- Bielorussia
- Bolivia
- Bosnia ed Erzegovina
- Brasile
- Bulgaria
- Canada
- Cile
- Cina
- Cipro
- Colombia
- Corea del Sud
- Croazia
- Danimarca
- Ecuador
- Eritrea
- Estonia
- Filippine
- Finlandia
- Francia
- Georgia
- Germania
- Ghana
- Giamaica
- Giappone
- Gran Bretagna
- Grecia
- Haiti
- Hong Kong
- India
- Iran
- Irlanda
- Islanda
- Isole Vergini Americane
- Israele
- Italia
- Kazakistan
- Kirghizistan
- Kosovo
- Lettonia
- Libano
- Liechtenstein
- Lituania
- Lussemburgo
- Macedonia del Nord
- Madagascar
- Malaysia
- Malta
- Marocco
- Messico
- Moldavia
- Monaco
- Mongolia
- Montenegro
- Nigeria
- Norvegia
- Nuova Zelanda
- Paesi Bassi
- Pakistan
- Perù
- Polonia
- Portogallo
- Porto Rico
- Rep. Ceca
- ROC
- Romania
- Samoa Americane
- San Marino
- Serbia
- Slovacchia
- Slovenia
- Spagna
- Stati Uniti
- Svezia
- Svizzera
- Taipei cinese
- Thailandia
- Timor Est
- Trinidad e Tobago
- Turchia
- Ucraina
- Ungheria
- Uzbekistan

Il 9 dicembre 2019 l'agenzia mondiale antidoping (WADA) aveva bandito la Russia dalle principali manifestazioni sportive internazionali per i successivi 4 anni per aver falsificato i test antidoping dei propri atleti. Di conseguenza, come già successo ai Giochi di Pyeongchang 2018, era stato concesso agli atleti russi di partecipare ai Giochi, dopo aver provato la loro estraneità allo scandalo doping, ma non sotto la bandiera e l'inno della Russia, bensì sotto una bandiera neutrale. Il 17 dicembre 2020 il Tribunale Arbitrale dello Sport decise di ridurre la penalità alla Russia, con decorrenza due anni. Agli atleti russi venne concesso di partecipare ai Giochi di Pechino 2022 senza, però, poter usare il nome Russia, l'inno e la bandiera, ma gareggiando sotto il nome "Atleti neutrali" o "Squadra neutrale". Inoltre, agli atleti russi venne concesso di poter riportare sulle proprie divise i colori nazionali e il nome Russia, a patto che sia delle stesse dimensioni della dicitura "Atleti/Squadra neutrali".

### Discipline
Rispetto ai Giochi di Pyeongchang 2018, il CIO ha inserito sette eventi in più: il monobob femminile, il big air nel freestyle sia al femminile sia al maschile, ed eventi misti nel freestyle, nel salto con gli sci, nello snowboard e nello short track. Complessivamente, il numero di eventi con medaglie ha raggiunto quota 109.
| Disciplina              | Maschile | Femminile | Mista | Totali |
| ----------------------- | -------- | --------- | ----- | ------ |
| Biathlon                | 5        | 5         | 1     | 11     |
| Bob                     | 2        | 2         |       | 4      |
| Combinata nordica       | 3        |           |       | 3      |
| Curling                 | 1        | 1         | 1     | 3      |
| Freestyle               | 6        | 6         | 1     | 13     |
| Hockey su ghiaccio      | 1        | 1         |       | 2      |
| Pattinaggio di figura   | 1        | 1         | 3     | 5      |
| Pattinaggio di velocità | 7        | 7         |       | 14     |
| Salto con gli sci       | 3        | 1         | 1     | 5      |
| Sci alpino              | 5        | 5         | 1     | 11     |
| Sci di fondo            | 6        | 6         |       | 12     |
| Short track             | 4        | 4         | 1     | 9      |
| Skeleton                | 1        | 1         |       | 2      |
| Slittino                | 1        | 1         | 2     | 4      |
| Snowboard               | 5        | 5         | 1     | 11     |
| Totale (15 discipline)  | 51       | 46        | 12    | 109    |

### Calendario degli eventi
Il programma dei Giochi olimpici invernali di Pechino 2022 è cominciato il 4 febbraio 2022, mentre i Giochi si sono chiusi il 20 febbraio. Il 2 febbraio, due giorni prima della cerimonia d'apertura, hanno avuto inizio le gare di curling.
| CA | Cerimonia d'apertura | ● | Competizioni | GG | Gran galà di esibizione |  | Finali | CC | Cerimonia di chiusura |

| Febbraio                | Mer | Gio | Ven | Sab | Dom | Lun | Mar | Mer | Gio | Ven | Sab | Dom | Lun | Mar | Mer | Gio | Ven | Sab | Dom | Totale |
| Febbraio                | 2   | 3   | 4   | 5   | 6   | 7   | 8   | 9   | 10  | 11  | 12  | 13  | 14  | 15  | 16  | 17  | 18  | 19  | 20  | Totale |
| ----------------------- | --- | --- | --- | --- | --- | --- | --- | --- | --- | --- | --- | --- | --- | --- | --- | --- | --- | --- | --- | ------ |
| Cerimonia d'apertura    |     |     | CA  |     |     |     |     |     |     |     |     |     |     |     |     |     |     |     |     |        |
| Biathlon                |     |     |     | 1   |     | 1   | 1   |     |     | 1   | 1   | 2   |     | 1   | 1   |     | 1   | 1   |     | 11     |
| Bob                     |     |     |     |     |     |     |     |     |     |     |     | ●   | 1   | 1   |     |     | ●   | 1   | 1   | 4      |
| Combinata nordica       |     |     |     |     |     |     |     | 1   |     |     |     |     |     | 1   |     | 1   |     |     |     | 3      |
| Curling                 | ●   | ●   | ●   | ●   | ●   | ●   | 1   | ●   | ●   | ●   | ●   | ●   | ●   | ●   | ●   | ●   | ●   | 1   | 1   | 3      |
| Freestyle               |     | ●   |     | 1   | 1   | ●   | 1   | 1   | 1   |     |     | ●   | 2   | 1   | 1   | 1   | 2   | 1   |     | 13     |
| Hockey su ghiaccio      |     | ●   | ●   | ●   | ●   | ●   | ●   | ●   | ●   | ●   | ●   | ●   | ●   | ●   | ●   | 1   | ●   | ●   | 1   | 2      |
| Pattinaggio di figura   |     |     | ●   |     | ●   | 1   | ●   |     | 1   | ●   |     | 1   |     | ●   |     | 1   | ●   | 1   | GG  | 5      |
| Pattinaggio di velocità |     |     |     | 1   | 1   | 1   | 1   |     | 1   | 1   | 1   | 1   |     | 2   |     | 1   | 1   | 2   |     | 14     |
| Salto con gli sci       |     |     |     | 1   | 1   | 1   |     |     |     | ●   | 1   |     | 1   |     |     |     |     |     |     | 5      |
| Sci alpino              |     |     |     |     | 1   | 1   | 1   | 1   | 1   | 1   |     | 1   |     | 1   | 1   | 1   |     | 1   |     | 11     |
| Sci di fondo            |     |     |     | 1   | 1   |     | 2   |     | 1   | 1   | 1   | 1   |     |     | 2   |     |     | 1   | 1   | 12     |
| Short track             |     |     |     | 1   |     | 2   |     | 1   |     |     | 1   |     | 2   |     | 2   |     |     |     |     | 9      |
| Skeleton                |     |     |     |     |     |     |     |     | ●   | 1   | 1   |     |     |     |     |     |     |     |     | 2      |
| Slittino                |     |     |     | ●   | 1   | ●   | 1   | 1   | 1   |     |     |     |     |     |     |     |     |     |     | 4      |
| Snowboard               |     |     |     | ●   | 1   | 1   | 2   | 1   | 2   | 1   | 1   |     | ●   | 2   |     |     |     |     |     | 11     |
| Cerimonia di chiusura   |     |     |     |     |     |     |     |     |     |     |     |     |     |     |     |     |     |     | CC  |        |
| Finali                  | 0   | 0   | 0   | 6   | 7   | 8   | 10  | 6   | 8   | 6   | 7   | 6   | 6   | 9   | 7   | 6   | 4   | 9   | 4   | 109    |

## Medagliere

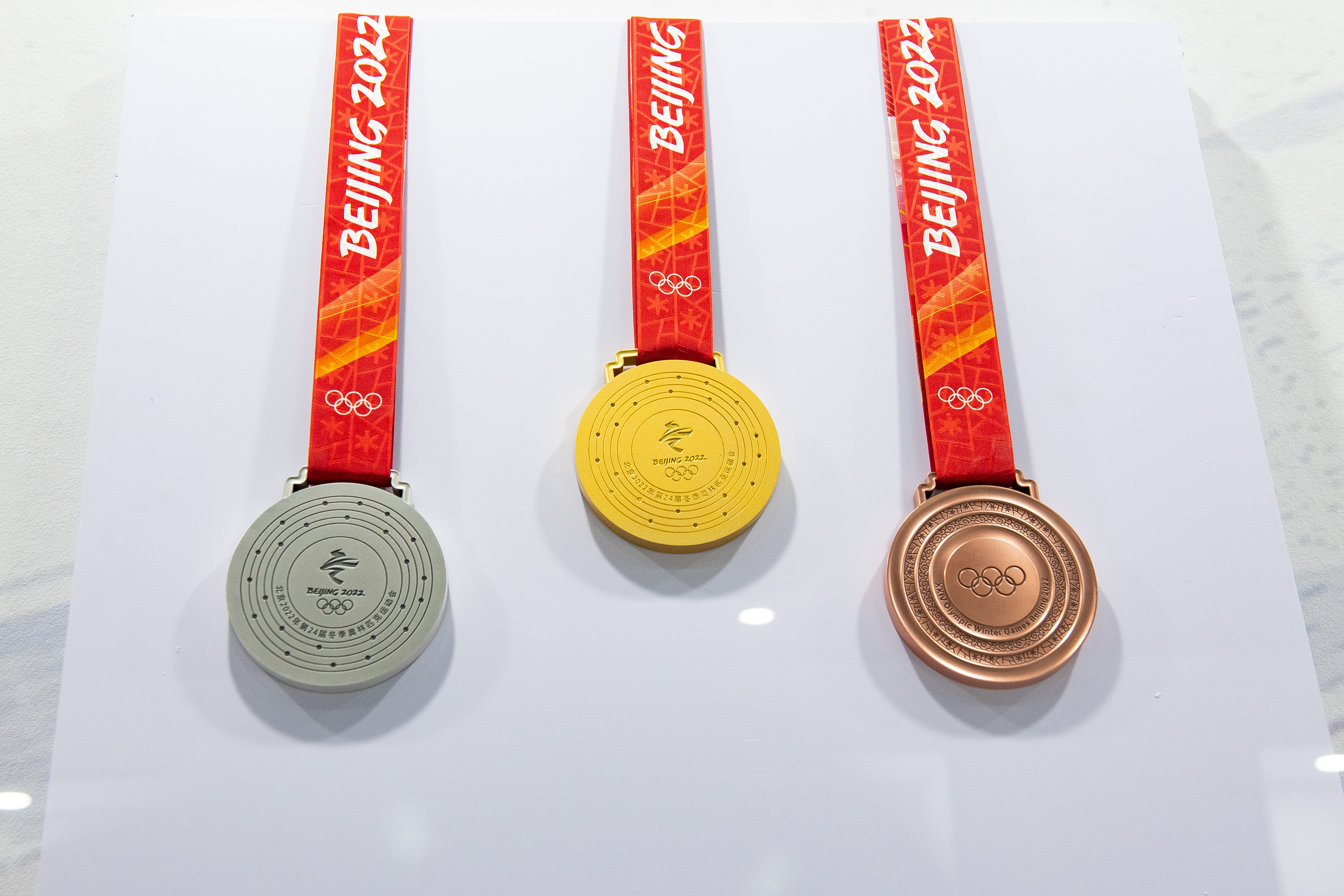
Le medaglie per le Olimpiadi 2022

La Norvegia si è classificata in cima al medagliere per la seconda Olimpiade invernale consecutiva, vincendo un totale di 37 medaglie, di cui 16 d'oro, stabilendo un nuovo record per il maggior numero di medaglie d'oro vinte in una singola Olimpiade invernale. La Germania è arrivata seconda con 12 ori e 27 medaglie complessive. La nazionale ospitante, la Cina è arrivata terza con 9 ori e 15 medaglie, segnando la loro prestazione di maggior successo nella storia delle Olimpiadi invernali.
Di seguito le prime 10 posizioni del medagliere:
  Paese ospitante
| Pos. | Paese       | Oro | Argento | Bronzo | Totale |
| ---- | ----------- | --- | ------- | ------ | ------ |
| 1    | Norvegia    | 16  | 8       | 13     | 37     |
| 2    | Germania    | 12  | 10      | 4      | 26     |
| 3    | Cina        | 9   | 4       | 2      | 15     |
| 4    | Stati Uniti | 8   | 10      | 7      | 25     |
| 5    | Svezia      | 8   | 5       | 5      | 18     |
| 6    | Paesi Bassi | 8   | 5       | 4      | 17     |
| 7    | Austria     | 7   | 7       | 4      | 18     |
| 8    | Svizzera    | 7   | 2       | 6      | 15     |
| 9    | ROC         | 6   | 12      | 14     | 32     |
| 10   | Francia     | 5   | 7       | 2      | 14     |

## Film ufficiale
Nel 2023 è stato distribuito il film ufficiale. Prodotto da Zhang Yimou e diretto da Lu Chuan il film Beijing 2022, che ha aperto il Beijing International Film Festival, è focalizzato sulle difficoltà di organizzare i Giochi olimpici durante la pandemia COVID-19. Un altro tema importante è l'impegno degli atleti con la loro capacità di esprimere lo spirito olimpico. Fra questi il pattinatore di figura giapponese Yuzuru Hanyū, quarto classificato e protagonista di una drammatica conferenza stampa, i fratelli Shaolin Sándor Liu e Shaoang Liu, pattinatori di Short track ungheresi di origini cinesi e lo snowborder statunitense Chris Corning. Il film ha vinto la Guirlande d'Honneur al Milano International Sport Movies & TV Festival 2023.